# روناس (سرده)
روناس (نام علمی: Rubia) نام یک سرده از تیره روناسیان است. ساقه این گیاه پوشیده از خارهای ریز می‌باشد و ارتفاع آن تا حدود دو متر می‌رسد. روناس با استفاده از خارهای ریزی که دارد به دیوار و درختان می‌چسبد و بالا می‌رود.

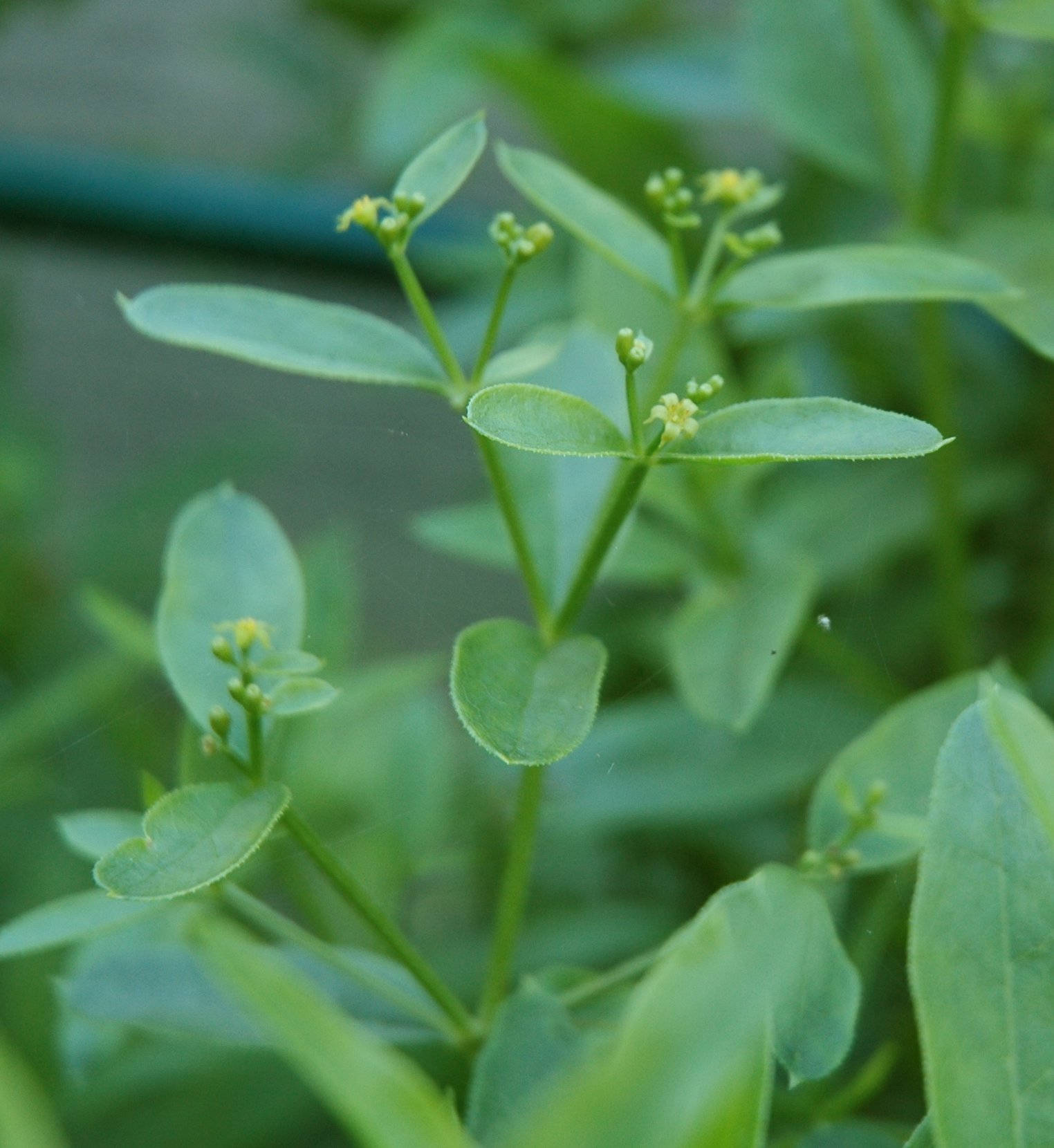